# 아나디리만

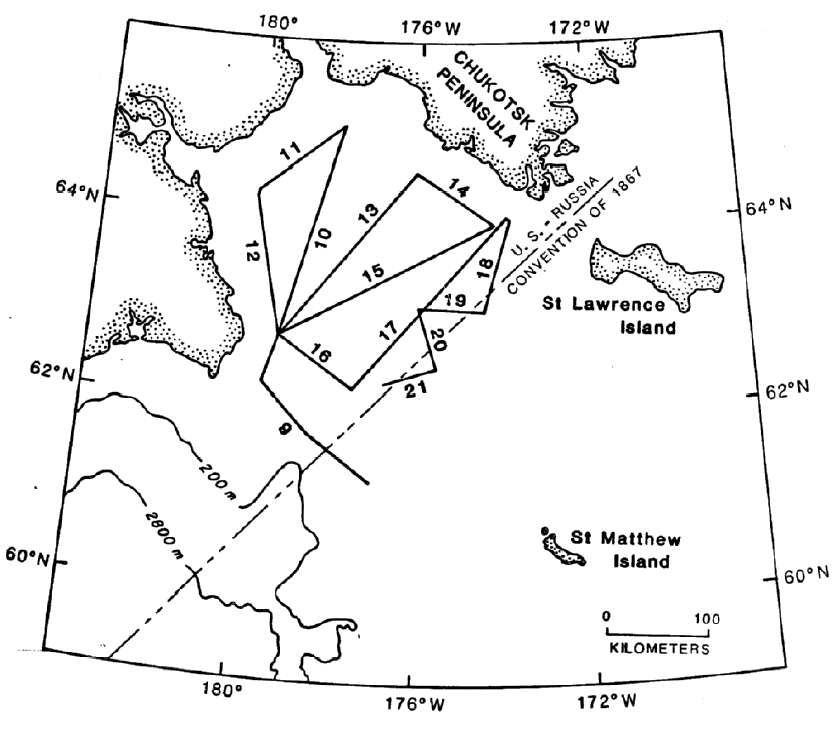

아나디리만(영어: Gulf of Anadyr, 러시아어: Анадырский залив)은 러시아령 시베리아 최동단의 축치 자치구에 있는 베링해상의 만이다. 면적은 약 200,000 km2에 달한다.

## 지리
대략 직사각형이며 남동쪽으로 열려 있다. 모퉁이는 (남쪽부터 시계 방향으로) 나바린곶(Cape Navarin) (어떤 출처에서는 옆의 Cape Thaddeus), 아나디리 어귀(Anadyr Estuary), 크레스타만(Kresta Bay), 축치반도의 추코츠키만(Cape Chukotsky)이다. 지름은 약 402km이다. 긴 사주(砂洲)가 크레스타 만에서 동쪽으로 약 72km에서 북동쪽 해안을 따라 이어진다. 아나디리만은 일반적으로 1년 중 10개월 간 얼음에 덮여 있다. 북극고래나 귀신고래 등의 고래가 해안 가까이에 나타나기도 한다.

## 정착지
축치 자치구의 행정 중심지인 아나디리시가 아나디르 어귀에 있다. 프로비데니야만에 위치한 프로비데니야와 크레스타만에 위치한 예그베키노트(Egvekinot)가 그 뒤를 잇는다.

## 같이 보기
- 아나디리강